# Waiteolana tuberculata
Waiteolana tuberculata är en kräftdjursart som beskrevs av Oleg Grigor'evich Kussakin 1967. Waiteolana tuberculata ingår i släktet Waiteolana och familjen klotkräftor. Inga underarter finns listade i Catalogue of Life.